# はつみ交通

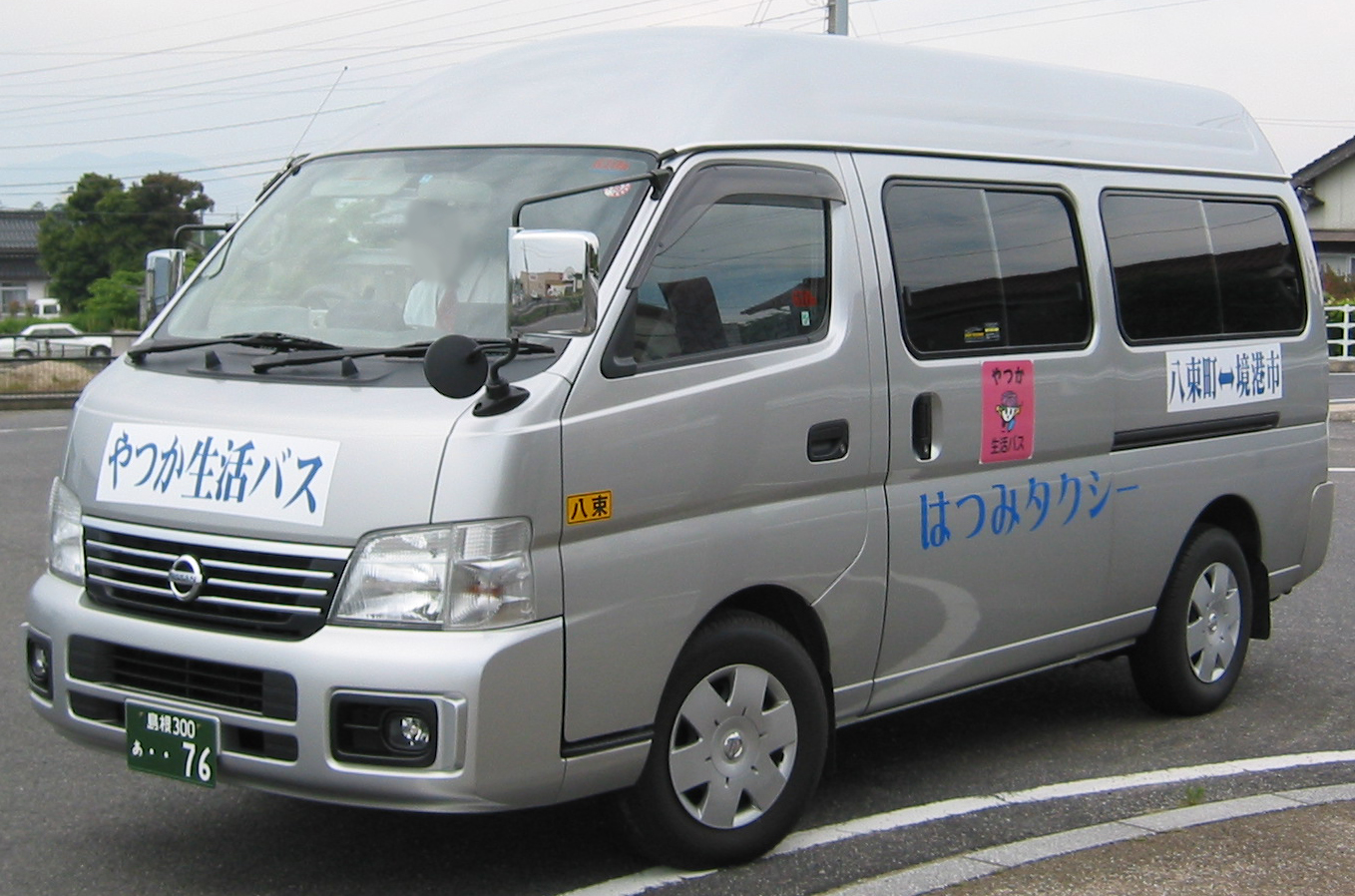
やつか生活バス当時の車両（2006年）

はつみ交通株式会社（はつみこうつう）は、島根県松江市八束町（大根島）に本拠を置く貸切バス事業者。旧商号は八海タクシー有限会社（はつみタクシー）。かつてはタクシー事業のほか、松江市内でコミュニティバスの運行受託も行っていた。

## 事業内容
- 貸切バス「はつみ交通」
- 運行受託 - 隠岐汽船連絡バス（七類・境港線）：境港駅 - 七類港[2]

## 過去の事業
- 過去の運行受託バス路線
  - 松江市コミュニティバス
  - やつか生活バス（松江市八束町 - 境港市）
- タクシー事業「はつみタクシー」 - 2009年、優心ファクトリーへ事業譲渡。

## 営業所
- 島根県松江市八束町二子166-1

## 沿革
- 1968年5月 - 八束タクシーとして創業[1]。
- 2005年
  - 8月 - 中海タクシーと合併[1]。
  - 9月28日 - 八海タクシー有限会社設立[1]。
- 2006年9月 - 一般貸切旅客自動車運送事業認可[1]。
- 2007年12月 - 一般乗合旅客自動車運送事業認可[1]。
- 2009年
  - 4月 - はつみ交通株式会社に改組[1]。
  - 9月 - タクシー事業を優心ファクトリー合同会社へ譲渡[1]。
- 2024年1月 - 隠岐汽船連絡バスの受託運行開始[2]。